# Gin Blossoms
Gin Blossoms er et amerikansk rockband stiftet i 1987. Bandet udgav 3 album og havde flere hits i midt-90'erne, før de gik fra hinanden i 1997. Fem år senere, i 2002, genforenedes bandet, udgav en dvd, begyndte at spille til koncerter igen og lovede udgivelsen af et fjerde album. Major Lodge Victory, Gin Blossoms' første album i 10 år, blev udgivet d. 8. august 2006 af pladeselskabet Hybrid Recordings.

## Diskografi

### Studiealbum
- Dusted (1989)
- New Miserable Experience (4. august 1992)
- Congratulations… I'm Sorry (13. februar 1996)
- Major Lodge Victory (8. august 2006)
- No Chocolate Cake (28. september 2010)
- Mixed Reality (2018)

### Livealbum
- Live In Concert (19. maj 2009)
- Just South of Nowhere (Live in Chicago) (2009)

### EP'er
- Up and Crumbling (1991)
- Shut Up and Smoke (1994)

### Singler
| År   | Sang                     | Billboard Hot 100 | Mainstream Rock Tracks | Modern Rock Tracks | USA AC | AC Top 40 | Album                       |
| ---- | ------------------------ | ----------------- | ---------------------- | ------------------ | ------ | --------- | --------------------------- |
| 1992 | "Lost Horizons"          |                   |                        |                    |        |           | New Miserable Experience    |
| 1993 | "Mrs. Rita"              | -                 | #36                    | -                  | -      | -         | New Miserable Experience    |
| 1993 | "Hey Jealousy"           | #25               | #4                     | -                  | -      | -         | New Miserable Experience    |
| 1993 | "Until I Fall Away"      | -                 | #40                    | #13                | #23    | -         | New Miserable Experience    |
| 1993 | "Found Out About You"    | #25               | #5                     | #1                 | -      | #38       | New Miserable Experience    |
| 1994 | "Allison Road"           | -                 | #20                    | #39                | -      | -         | New Miserable Experience    |
| 1995 | "Til I Hear It from You" | #9                | #4                     | #5                 | -      | #3        | Empire Records [Soundtrack] |
| 1996 | "Follow You Down"        | #9                | #6                     | #8                 | #22    | #3        | Congratulations… I'm Sorry  |
| 1996 | "Day Job"                | -                 | #29                    | #21                | -      | -         | Congratulations… I'm Sorry  |
| 1996 | "As Long as It Matters"  | #75               | -                      | -                  | -      | #30       | Congratulations… I'm Sorry  |
| 1996 | "Not Only Numb"          | -                 | -                      | -                  | -      | -         | Congratulations… I'm Sorry  |
| 2006 | "Learning the Hard Way"  | -                 | -                      | -                  | -      | -         | Major Lodge Victory         |
| 2006 | "Long Time Gone"         | -                 | -                      | -                  | -      | -         | Major Lodge Victory         |
| 2010 | "Miss Disarray"          |                   |                        |                    |        |           | No Chocolate Cake           |
| 2010 | "Wave Bye Bye"           |                   |                        |                    |        |           | No Chocolate Cake           |
| 2018 | "Break"                  |                   |                        |                    |        |           | Mixed Reality               |

### Soundtracks
- Wayne's World 2 Sang: Idiot Summer (1993)
- Kiss My Ass: Classic Kiss Regrooved Sang: Christine Sixteen (1994)
- Speed Sang: Soul Deep (1994)
- Empire Records Sang: 'Til I Hear It From You (1995)
- To The Extreme: America's Fast Track To Rock Sang: My Car (2003)
- How to Lose a Guy in 10 Days Sang: Follow You Down (2003)
- Big Star, Small World Sang: Back Of A Car (2006)
- Wonder Park Sang: Mega Pawn King (2019)